# Helvetica
Helvetica (también conocida como Neue Haas Grotesk, Helvetica y últimamente expandida a Neue Helvetica) es una familia tipográfica desarrollada por Max Miedinger conjuntamente con Edouard Hoffmann en 1957 para la fundición de tipografías Haas'sche Schriftgießerei (también conocida como "Haas") de Basilea, Suiza. Su diseño está basado en una anterior tipografía llamada Berthold Akzidenz Grotesk que data de 1896. La tipografía, originalmente llamada Neue Haas Grotesk, es de estilo sencillo y del tipo sans serif o sin remates (Clasif. Vox: Lineale B Neo-Grotesque). Se volvió inmensamente popular a fines de los años 1960 y durante los años 1970, debido a su enorme influencia dentro del llamado "Estilo Tipográfico Internacional" (particularmente en identidades corporativas), una de las más importantes corrientes modernistas del siglo XX.

## Marco histórico
En 1957, Max Miedinger recibió el encargo de Edouard Hoffmann, de la Fundición Haas, para modernizar la tipografía sans-serif de la casa. La fuente original, llamada Haas Grotesk, se basaba en el Akzidenz Grotesk, desarrollado por la Fundición Berthold a finales del siglo XIX. Miedinger rediseñó la tipografía, dando lugar a lo que se conoció como "Neue Haas Grotesk".
Entre 1957 y 1961, la tipografía mantuvo el nombre del diseño de Miedinger. Sin embargo, cuando la Fundición Stempel adquirió la Fundición Haas y los derechos sobre los diseños originales, los nuevos propietarios, encabezados por Walter Cunz, decidieron desarrollar una serie completa con diferentes pesos. Además, renombraron la tipografía como "Helvetica" (latín para "suiza"). La Fundición Stempel lanzó Helvetica comercialmente para las máquinas Linotype, y en poco tiempo, gracias a su nuevo nombre y al auge del diseño objetivo, primero en Suiza y luego en el Estilo Tipográfico Internacional, Helvetica se convirtió en una de las tipografías más utilizadas en la historia.
Se consolidó como una tipografía eficaz para el uso cotidiano, especialmente en titulares, gracias a su escalabilidad en diversas situaciones. Su prominencia se vio reforzada durante las décadas de 1950 y 1960, cuando el Estilo Internacional dominaba el diseño gráfico, y su adaptación a diferentes idiomas y caracteres la convirtió en la tipografía corporativa más utilizada en las décadas siguientes.
El avance tecnológico y la introducción de la primera computadora personal con interfaz gráfica por Apple en 1984 transformaron el diseño gráfico, haciéndolo accesible a un público más amplio. Este cambio, junto con el lanzamiento en 1986 de una amplia colección de tipografías por Adobe, que incluía Helvetica Neue, consolidó aún más la presencia de Helvetica en el diseño contemporáneo.

## Helvetica y Arial

Comparación entre Helvetica y Arial (sobrepuestos). Arial (blanco) Helvetica (rojo)

Uno de los temas más activos en el mundo tipográfico es la tensión existente entre Helvetica, como tipografía-manifiesto del movimiento modernista, y Arial, una tipografía omnipresente hoy en día en las computadoras personales de todo el mundo.
Arial es un clon de Helvetica hecho en 1982 por Robin Nicholas y Patricia Saunders de la Fundación Monotype (al parecer el diseño se basaba en un predecesor llamado Monotype Grotesque 215). Microsoft empezó en la primera mitad de los años 1990 a incluir Arial en un paquete básico de tipografías True Type para internet y en el paquete Microsoft Office, y de ahí su actual penetración.